# Lorenzo Cain
Lorenzo Lamar Cain (ur. 13 kwietnia 1986) – amerykański baseballista, który występował na pozycji zapolowego.

## Przebieg kariery
Po ukończeniu Tallahassee Community College, w czerwcu 2004 roku został wybrany w siedemnastej rundzie draftu przez Milwaukee Brewers i początkowo grał w klubach farmerskich tego zespołu, między innymi w Nashville Sounds, reprezentującym poziom Triple-A. W Major League Baseball zadebiutował 16 lipca 2010 w meczu przeciwko Atlanta Braves jako pinch  hitter. 26 września 2010 w meczu z Florida Marlins zdobył pierwszego home runa w MLB. W grudniu 2010 w ramach wymiany zawodników przeszedł do Kansas City Royals. W 2011 grał głównie w zespole farmerskim KC Royals, Omaha Storm Chasers z Triple-A.
8 września 2014 w spotkaniu z Detroit Tigers zdobył inside-the-park home runa. 11 października 2014 w drugim meczu American League Championship Series przeciwko Baltimore Orioles wyrównał rekord klubowy należący do George'a Bretta, zaliczając cztery odbicia w jednym meczu postseason. W tym samym roku został wybrany najbardziej wartościowym zawodnikiem American League Championship Series, w których Royals pokonali Baltimore Orioles 4–0.
W lipcu 2014 został wybrany do wyjściowego składu AL All-Star Team otrzymując drugi wynik w głosowaniu spośród zapolowych. W 2015 wystąpił we wszystkich meczach World Series, w których Royals pokonali New York Mets 4–1. W styczniu 2018 podpisał pięcioletni kontrakt wart 80 milionów dolarów z Milwaukee Brewers. W 2019 zdobył po raz pierwszy w swojej karierze Gold Glove Award.

## Nagrody i wyróżnienia
| Nagroda/wyróżnienie      | Lata       | Źródło      |
| 2× All-Star              | 2015, 2018 | [ 1 ] [ 7 ] |
| ALCS MVP                 | 2014       | [ 6 ]       |
| Gold Glove Award         | 2019       | [ 9 ]       |
| Zwycięzca w World Series | 2015       | [ 1 ]       |